# James Riley
Pour les articles homonymes, voir Riley.
James Riley est un joueur américain de soccer né le 27 octobre 1982 à Colorado Springs. Il évolue au poste de défenseur avec le Galaxy de Los Angeles en MLS.

## Biographie
Le 14 février 2013, il est transféré au United du DC contre un choix de repêchage.
Sans contrat depuis la fin de saison, Riley rejoint le Galaxy de Los Angeles pendant sa préparation dans le cadre d'un essai. Quelques jours avant le début de saison, il signe avec le Galaxy le 4 mars 2014. Après seulement quatre matchs, il doit être opéré du ménisque et est indisponible pour 6 mois.

## Carrière
- 2003 :  Dynamo de la Caroline
- 2004 :  Blizzard de Colorado Springs
- jan. 2005-déc. 2007 :  Revolution de la Nouvelle-Angleterre
- nov. 2007-nov. 2008 :  Earthquakes de San José
- nov. 2008-nov. 2011 :  Sounders FC de Seattle
- nov. 2011-fév. 2013 :  Chivas USA
- fév. 2013-déc. 2013 :  DC United
- depuis mars 2014 :  Los Angeles Galaxy[4]

## Palmarès
- MLS Cup 2014